# Tenupedunculus drakensis
Tenupedunculus drakensis är en kräftdjursart som beskrevs av Schultz 1982C. Tenupedunculus drakensis ingår i släktet Tenupedunculus och familjen Stenetriidae. Inga underarter finns listade i Catalogue of Life.